# Barco de desembarco ruso Kaliningrado
Kaliningrado (en ruso: Калининград), anteriormente BDK-58 (en ruso: БДК-58): es un barco de desembarco amplio del proyecto 775-II (designación OTAN: Clase Ropucha) de la Armada de Rusia. Construido en el Astillero Remontowa de Gdansk, entró en servicio en la Armada Soviética en 1984. Sirvió en la Flota del Báltico con la designación BDK-58. Después de la disolución de la URSS, pasó a manos de la armada rusa y en 2003 recibió el nombre de Kaliningrado en honor a la ciudad homónima. Trasladado al Mar Negro, participa en la invasión rusa de Ucrania .

## Historia
El barco fue construido en 1984 en el Astillero Remontowa, también conocido como Astillero del Norte, en Gdansk, entonces parte de la República Popular de Polonia. Fue el decimonoveno de una clase de grandes barcos de desembarco del proyecto 775 diseñados en Polonia y construidos para la URSS. Pertenecía a la segunda variante del proyecto 775 (775-II). En el código de la OTAN, este tipo fue designado como Ropucha. Tenía asignado el astillero número 19 como parte de las unidades del proyecto 775 (775/19).

## Diseño
Los barcos de desembarco pertenecientes al proyecto 775 tienen una bodega de carga horizontal, accesible a través de una rampa de proa y popa, de 95 m de largo, de 4,5 a 6,5 m de ancho y 4,5 m de alto. En proa, se abre una puerta y baja una rampa; los barcos pueden atracar en las playas para descargar. Las unidades de la clase pueden transportar hasta 10 o 13 carros de combate o vehículos blindados de transporte de tropas o 20 camiones y en ambas variantes 150 soldados. La tripulación está formada por 87 marineros, incluidos 8 oficiales.
El desplazamiento sin carga del barco es de 2 900 toneladas (a veces se da como estándar) y el desplazamiento total es de 4 400 toneladas. La eslora total es de 112,5 m, en la línea de flotación es de 105 m, la manga es de 15 m y el calado máximo es de 3,17 m  .
El armamento de artillería de los barcos del proyecto 775-II consta de cuatro cañones universales de 57 mm en dos torretas AK-725 de dos cañones, colocadas delante y detrás de la superestructura y guiadas por el radar de artillería Bars. El suministro de munición es de 2.200 cartuchos de 57 mm. Además, para la autodefensa, disponen de dos lanzadores cuádruples de misiles antiaéreos guiados por infrarrojos Strela-3 de muy corto alcance, con una reserva de 32 misiles. El BDK-58 fue el primero de los barcos diseñados del 755-II, que estaba equipado con dos lanzadores de misiles no guiados Grad-M de 122 mm de veinte unidades para apoyar a las fuerzas de desembarco. El suministro de munición es de 160 cartuchos.
El equipo radioelectrónico de las unidades del Proyecto 775-II incluye la estación de radar de detección de aire y superficie Rubka MR-302 y un radar de navegación. El radar Bars, situado en una columna detrás de las chimeneas de popa, se utiliza para dirigir el fuego de artillería. Los barcos también están equipados con dos lanzadores de objetivos ficticios PK-16 de 82 mm y dieciséis rieles utilizados para la guerra electrónica.
La propulsión consta de dos motores diésel 16 ZVB 40/48 con una potencia total de 19 200 CVs, moviendo dos hélices. La velocidad máxima es 17,5 nudos. El alcance es de 3500 nm a una velocidad de 16 wi y de 6000 nm a una velocidad de 12,5 wi.

## Historial

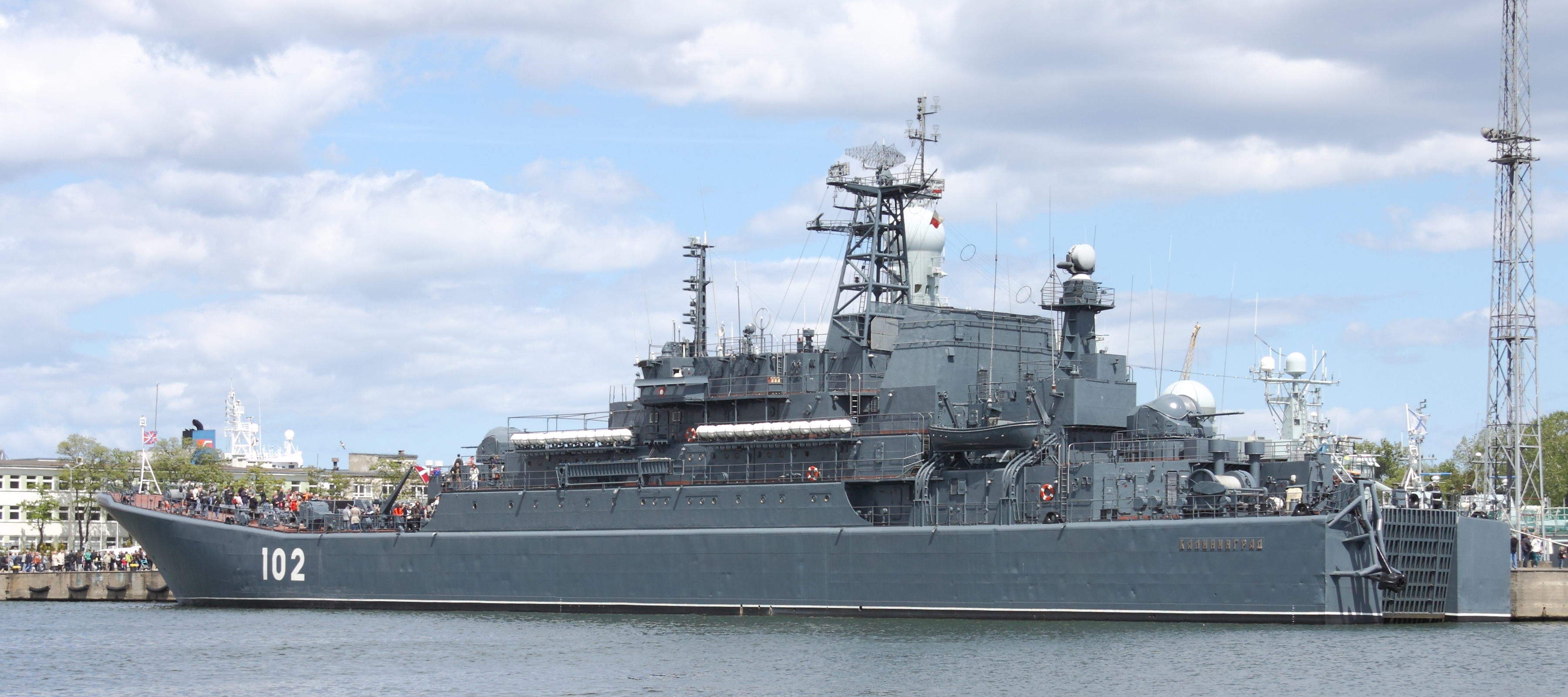
El Kaliningrado desde la popa.

El barco entró en servicio en la Armada Soviética el 30 de diciembre de 1984. Recibió sólo una designación alfanumérica: BDK-58 (БДК-58), siendo «BDK» la designación de todos los buques de desembarco soviéticos (Большой Десантный Корабль, Bolshoi Diesantnyj Korabl).
Después de la disolución de la Unión Soviética el 26 de diciembre de 1991, el BDK-58 pasó a manos de la Armada de Rusia con la misma designación. Formaba parte de la Flota del Báltico. En Rusia se le asignó el número de gallardete 102, siendo su designación latinizada RFS BDK-58 102. En 2003 recibió el nombre adicional de Kaliningrado, debido al nombre ruso de la ciudad de Kaliningrado (en ruso: Калининград), siendo conocida también como Königsberg en alemán o Królewiec en polaco. Entre enero y noviembre de 2004, el barco sufrió una ligera modernificación.
Durante la cooperación internacional de Rusia con los países occidentales, en el marco del programa Asociación para la Paz, en 2003, 2004, 2005, 2006 y 2008, participó sistemáticamente en los ejercicios de la OTAN en el Mar Báltico, BALTOPS. Durante ellos, el 11 de junio de 2003, por primera vez, junto con el barco polaco ORP Gniezno, realizó un desembarco de entrenamiento de fuerzas de paz en el campo de entrenamiento de Ustka, con la participación de marines de Rusia y EE. UU., Dinamarca y Lituania. En 2006 realizó un crucero más largo por el Atlántico y el Mediterráneo, visitando los puertos de Túnez, Argelia, España y Portugal. En 2009 visitó Kiel y Den Helder, y en agosto de 2010 participó en las celebraciones del 500 aniversario de la Real Armada de Dinamarca. En junio de 2010 y junio de 2012 participó nuevamente en los ejercicios BALTOPS y estuvo abierto a los visitantes en Gdynia.
Entre diciembre de 2012 y el 8 de agosto de 2013 realizó un crucero por el Mar Mediterráneo, el Mar Egeo y el Mar Negro, recorriendo 32.000 millas náuticas y visitando, entre otros, Beirut. El comandante en ese momento era el segundo teniente comandante. Gueorgui Degtiariov.

### Escuadrón permanente del Mediterráneo
Zarpó nuevamente hacia el mar Mediterráneo desde Baltisk el 24 de diciembre de 2013, pasando a formar parte del equipo operativo permanente de la flota rusa. A finales de septiembre y octubre de 2014 llegó a Novorossíisk, en el Mar Negro. El 20 de noviembre dejó el equipo en el mar Mediterráneo, habiendo recorrido aproximadamente 50.000 millas náuticas. Regresó a la base el 2 de diciembre de 2014.

### Invasión rusa de Ucrania
En enero de 2022, junto con otros dos buques de desembarco de este tipo (Minsk y Korolev), fue trasladado del Mar Báltico al Mar Negro como preparativo ante la invasión rusa de Ucrania.